# Padangan (Pupuan)
Padangan is een bestuurslaag in het regentschap Tabanan van de provincie Bali, Indonesië. Padangan telt 1920 inwoners (volkstelling 2010).